# Chi Shu-ju
Chi Shu-ju (n. 27 noiembrie 1982, 屏東縣⁠(d), Taiwan) este o sportivă ce a reprezentat Taiwan, medaliată olimpică. A participat la 2 ediții ale Jocurilor Olimpice (2000, 2004) în care a câștigat o medalie de bronz.